# Nebraska (The Walking Dead)
Nebraska é o oitavo episódio da segunda temporada da série de televisão de horror pós-apocalíptico The Walking Dead. Ele foi originalmente exibido na AMC, nos Estados Unidos. em 12 de fevereiro de 2012. No Brasil, estreou em 14 de fevereiro do mesmo ano, no canal Fox Brasil. No episódio, os sobreviventes lidam com as consequências do tiroteio promovido no celeiro, o que faz com que Hershel Greene (Scott Wilson) peça ao grupo de Rick Grimes (Andrew Lincoln) que saia de sua fazenda e, em seguida, desapareça do grupo, levando Rick e Glenn (Steven Yeun) a tentar encontrá-lo. Enquanto isso, Dale Horvath (Jeffrey DeMunn) torna-se mais desconfiado das ações de Shane Walsh (Jon Bernthal).
Nebraska foi escrito por Evan Reilly e dirigido por Clark Johnson. Após o intervalo de três meses na televisão, Nebraska foi o primeiro episódio exibido pela série em 2012. O episódio conta com participações de Michael Raymond-James e Aaron Munoz, bem como aparições de vários atores e atrizes principais e recorrentes, incluindo Lauren Cohan, Norman Reedus e Melissa McBride.
O episódio recebeu aclamação geral da crítica de televisão, que elogiaram a cena final do episódio ao lado do desenvolvimento de personagens e enredos. Após a exibição, ela alcançou 8,10 milhões de espectadores e um rating de 4.2 entre o público de 18 a 49 anos de idade, de acordo com avaliações de Nielsen. Nebraska alcançou as mais fortes classificações demográficas de qualquer transmissão a cabo básica na história até a exibição do segunda temporada final da série. O episódio se tornou o programa de maior audiência de televisão a cabo do dia, bem como o programa a cabo mais visto da semana.

## Enredo
Após o massacre terrível de todos os mortos-vivos no celeiro, Hershel Greene (Scott Wilson) exige que Rick Grimes (Andrew Lincoln) e o restante dos sobreviventes deixem sua propriedade. Rick enfrenta Shane (Jon Bernthal), que acusa Rick de ser tão delirante como Hershel e argumenta que, apesar dos desmentidos de Hershel, o velho sabia da presença de Sophia (Madison Lintz) no celeiro. Hershel e Maggie Greene negam a acusação, afirmando que era Otis (Pruitt Taylor Vince) que colocava os mortos-vivos no celeiro. Shane também confronta Dale (Jeffrey DeMunn), argumentando que, ao contrário de Dale, ele quer manter o grupo seguro. O grupo decide enterrar alguns dos mortos-vivos do celeiro, incluindo Sophia e a esposa e enteado de Hershel. Os outros corpos são queimados.
Carol (Melissa McBride) recusa-se a participar do funeral de Sophia, afirmando  que sua filha morreu há muito tempo e o cadáver na fazenda não era Sophia. Carol afunda em uma profunda depressão e rasga plantas nas matas próximas (incluindo uma Cherokee Rose) para desabafar sua raiva reprimida. Shane depois a encontra emergindo da floresta em um estado semi-catatónico e a ajuda a lavar as mãos sujas, dizendo-lhe que ele não tinha ideia que Sophia estava no celeiro. Lori Grimes (Sarah Wayne Callies), entretanto, fica horrorizada quando Carl (Chandler Riggs) afirma friamente que matar Sophia era a coisa certa a fazer, e ele mesmo a teria matado.
Hershel finalmente joga fora todos os pertences de sua esposa, antes de desaparecer. Sua ausência não é notada até que sua filha mais nova, Beth (Emily Kinney) entra em colapso e em um estado catatônico. Os sobreviventes descobrem que Hershel começou a beber de novo, pela primeira vez, desde o nascimento de Maggie. Apesar das objeções de Shane, Lori e Maggie, Rick e Glenn (Steven Yeun), acreditando que Hershel pode estar em um bar na cidade, saem para encontrá-lo.
Dale discute com Andrea (Laurie Holden) e T-Dog (Irone Singleton) quando dizem que concordam com as ações de Shane em limpar os mortos-vivos do celeiro. Dale mais tarde tem uma conversa privada com Lori, onde ele compartilha suas suspeitas de que Shane sacrificou Otis. Ele adverte Lori que Shane pode acabar matando alguém.
Como a condição de Beth se deteriora, Lori pede que Daryl Dixon (Norman Reedus) vá até a cidade para procurar Rick. Quando Daryl se recusa, Lori acusa-o de ser egoísta, uma acusação que Daryl nega furiosamente mostrando sua participação na busca por Sophia. Lori então deixa o grupo sozinha para encontrar Rick, mas no caminho o carro atinge um morto-vivo na estrada e capota em uma vala.
Rick e Glenn encontram Hershel no bar principal da cidade, recaindo em seus hábitos alcoólicos e lamentando suas esperanças fúteis de uma cura para seus entes queridos reanimados. Depois de algum tempo, Rick finalmente convence Hershel a voltar para sua família. Dois homens entram no bar - Dave (Michael Raymond-James) e Tony (Aaron Munoz). Rick ouve dos dois homens que Fort Benning, destino inicial alvo dos sobreviventes, foi dominado pelos mortos-vivos. A situação no bar se deteriora quando Dave e Tony teimosamente exigem que Rick revele a localização da fazenda, indo tão longe a ponto de oferecer os seus serviços se autorizados a permanecer lá. Rick, no entanto, rejeita sua oferta e se recusa terminantemente a contar a localização do lugar aos dois homens. Frustrado com a resposta de Rick, Dave saca sua arma de fogo, mas Rick é mais rápido no gatilho e mata os dois. O episódio termina com Shane e T-Dog queimando os cadáveres restantes.

## Produção
Nebraska foi escrito por Evan Reilly e dirigido por Clark Johnson. Após a transmissão do episódio anterior, Pretty Much Dead Already, The Walking Dead teve um intervalo de três meses na televisão. Dois trailers foram divulgados como parte de uma campanha de publicidade para o episódio. O primeiro foi ao ar depois de "Pretty Much Dead Already", enquanto que o segundo foi ao ar em janeiro de 2012. A imagem promocional foi lançada pouco tempo depois, que contou com Rick Grimes segurando uma arma para Sophia. Os primeiros três minutos de "Nebraska" vazaram na internet.
O episódio introduz dois novos personagens na série, interpretado por Aaron Munoz (Tony) e Michael Raymond-James (Dave). Embora eles tenham sido mortos no episódio, o escritor Robert Kirkman queria evocar uma reação que os personagens se repetem ao longo da série. "Com o vazamento desses dois caras e tudo que envolve a cena, estávamos realmente tentando convencer o público de que eles estavam escalados para ser novos regulares, de modo que o final seria muito mais chocante".